# C'erano una volta gli oggetti (singolo)
C'erano una volta gli oggetti è un singolo della cantante italiana Cristina D'Avena pubblicato il 5 agosto 2024.

## Descrizione
C'erano una volta gli oggetti è la sigla italiana dell'ottava serie del franchise francese C'era una volta... intitolata C'erano una volta... gli oggetti.

## Tracce
Edizioni musicali RTI S.p.A..
1. C'erano una volta gli oggetti – 3:31 (Cristina D'Avena, Nicola Iazzi, Marco Poletto e Riccardo Scirè)